# Abborrtjärnen (Vilhelmina socken, Lappland, 715281-154211)
Abborrtjärnen är en sjö i Vilhelmina kommun i Lappland och ingår i Ångermanälvens huvudavrinningsområde.